# 橘川司亮
橘川 司亮（きっかわ しりょう／もりあき、1873年（明治6年）10月15日 - 1937年（昭和12年）1月2日）は、日本の明治 - 昭和初期の官吏、勅任官。 度量衡（どりょうこう／計量単位）の専門家。「我國メートル法の創始者」「日本のメートル法の創始者」と称される。パリ国際度量衡総会（第4回）日本政府代表。位階勲等は従三位・勲三等。
氏名の欧文表記はSHIRIO KIKKAWA。

## 経歴
明治6年（1873年）現在の宮城県仙台市に宮城縣士族として生まれる。父は第一回仙台市議会議員橘川鋿。明治34年(1901年) 東京帝国大学理科大学（現東京大学理学部物理学科）で度量衡を田中館愛橘に学び卒業。引き続き大学院にて度量衡の研究を続ける。後輩に寺田寅彦がいる 。
明治36年（1903年）8月17日農商務省のちに商工省に入省 。明治37年(1904年)中央度量衡器検定所所長（のちに、勅任待遇）を兼任。明治40年(1907年)パリ国際度量衡総会（第4回）に日本政府代表として田中館愛橘とともに出席。さらに 帝国議会 貴族院・衆議院において政府委員として参画、1921年（大正10年）法律第七十一號『度量衡法中改正法律』（メートル法度量衡法）政府担当者。また中央度量衡器検定所初代所長としてメートル法による計量器の検定や普及、新聞や書籍、公演等に於いてメートル法の紹介や解説、 日本のメートル法の推進に尽力した。主な役職として日本度量衡協会理事、計量器工業組合理事長などを歴任。また勅任官総代として東京駅における昭和天皇還幸の奉迎を行う。。
昭和8年（1933年）退官。昭和12年（1937年）1月2日、福島県飯坂温泉の火事により逝去。戒名は高樹院殿司亮道永居士。
最終栄典は従三位・勲三等。
その生涯を日本のメートル法の推進と度量衡の計量技師を育てることに捧げた。度量衡法中改正法律において政府委員・直接担当者としてメートル法専用へと舵を切り、中央度量衡器検定所所長として度量衡技師を育て、日本全国の度量衡技師・計量専門家はいずれも橘川の薫陶を受けた。その功績から『我國メートル法の創始者』『日本のメートル法の創始者』『わが国メートル法の創始者』と称されている。

## 家系・親族
- 父・橘川鋿(1852-1898) - 明治22年(1889年)第一回仙台市議会議員第一回仙台市議会議員。[19]）
- 曾孫・橘川琢(1974- ) -現代クラシック音楽・現代雅楽・現代邦楽 作曲家、雑誌編集者。